# Barrera radiante
Se denomina barreras radiantes o barreras reflectivas a aquellos conjuntos que inhiben la transferencia de calor mediante radiación térmica. 
Sin embargo la energía térmica también puede ser transferida mediante los mecanismos de conducción o convección, y las barreras radiantes no necesariamente protegen contra la transferencia de calor mediante conducción o convección. Para mejorar la protección a la transferencia de calor por convección y conducción, es posible un aislamiento reflectivo siempre que la barrera radiante se instale frente a un espacio de aire contenido o con una capa de aislamiento tradicional como ser espuma, fibra de vidrio o telgopor.

## Reflectividad y Emisividad
Todos los materiales emiten energía mediante radiación térmica, producto de la temperatura a la que se encuentran. La radiación térmica se compone de un conjunto de ondas electromagnéticas que poseen diversas longitudes de onda. 
La cantidad de energía radiada por una superficie depende de la temperatura de la superficie y de una propiedad de la superficie denominada emisividad. La emisividad se expresa mediante un número entre cero (0) y uno (1) para un determinado largo de onda de la radiación. Cuanto mayor es la emisividad, mayor es la cantidad de energía que se emite en dicha longitud de onda. Una propiedad de la superficie relacionada es la reflectividad (también denominada "reflectancia"). Esta es una medida de cuanta energía es reflejada por una superficie a una dada longitud de onda. La reflectividad también se expresa mediante un número entre 0 y 1 (o un porcentaje entre 0 y 100%). Según establece la ley de Kirchhoff a una dada longitud de onda y ángulo de incidencia la suma de los valores de la emisividad y la reflectividad es igual a 1. 
Las superficies de los materiales que se utilizan para barreras radiantes deben poseer una emisividad baja (por lo general 0.1 o menos) en el rango de longitudes de onda en la que se esperan que funcionen. Para materiales típicos de construcción, las longitudes de onda corresponden a la zona media y larga del espectro infrarrojo, en el rango de 3 a 15 micrómetros.
Las barreras radiantes pueden o no tener una elevada reflectividad a la luz visible. Esto se debe a que mientras que la reflectividad y la emisividad deben sumar 1 para una determinada longitud de onda, la reflectividad en el rango de longitudes de onda visible y la emisividad en el rango de longitudes de ondas térmicas no necesariamente suman 1. Sin embargo es posible crear superficies que posean un color oscuro y que posean una emisividad reducida.
Para funcionar en forma eficiente, las barreras radiantes deben estar enfrentadas con espacios vacíos (o sea, aire o vacío) donde se puede manifestar la radiación.

## Usos

### Exploración del espacio
Como parte del programa Apolo, la NASA ayudó a desarrollar una película delgada de aluminio, que reflejaba el 95% del calor radiante. Se utilizó una película metalizada para proteger a las naves espaciales, equipos, y astronautas de la radiación térmica o ayudar a regular la pérdida o absorción de calor frente a las fluctuaciones de temperaturas extremas del espacio exterior. Para ello se depositó una pequeña cantidad de aluminio en una atmósfera en vacío para formar una película delgada sobre un material base, este material semejante a una tela o papel se colocó sobre la superficie exterior de los vehículos Apolo que alunizaron, además de ser utilizada en otros numerosos proyectos de NASA tales como el James Webb Space Telescope y Skylab. En el vacío del espacio donde las temperaturas oscilan entre más de 250 °F hasta 400 °F bajo cero, la transferencia de calor solo puede tener lugar mediante radiación, por lo que una barrera radiante es mucho más efectiva que lo que lo es en la Tierra, donde según las circunstancias entre el 5% al 45% de la transferencia de calor puede desarrollarse mediante fenómenos de convección y conducción, aun cuando se haya colocado una barrera radiante eficaz. La barrera radiante ha sido reconocida como un importante desarrollo proveniente de la tecnología espacial que se ha adaptado al uso en la Tierra. 

### Textiles
Ya desde la década de 1970, es posible adquirir en el comercio mantas de poliéster metalizado denominadas mantas térmicas, las mismas son usadas para prevenir hipotermia y otros problemas derivados de la exposición a temperaturas bajas. Debido a su durabilidad y ser sumamente livianas, estas mantas son populares como parte de kits de supervivencia y primeros auxilios. Por ejemplo un gran conjunto de personas pueden ser envueltas en films metalizados luego de concluir una maratón, especialmente cuando las temperaturas son particularmente frías, como por ejemplo durante la maratón anual de la Ciudad de Nueva York que se realiza durante el otoño.

### Tratamientos para vidrios
Es posible colocar recubrimientos a los vidrios utilizados en ventanas de manera de reducir su emisividad. Algunos vidrios utilizan una película de poliéster laminado donde se ha depositado por lo menos una capa de metal utilizando un proceso denominado sputtering o pulverización catódica. El sputtering es un proceso en el cual un metal, por lo general aluminio, es vaporizado y una película (puede ser de poliéster) es expuesta a dicha atmósfera. Este proceso se puede regular de manera de controlar la cantidad de metal que en última instancia se deposita sobre la superficie de la película. 
Estas capas metalizadas son depositadas en una o más superficies del vidrio de manera de aumentar la resistencia a la transferencia de calor por radiación, sin embargo las capas de metal son tan delgadas que permiten que la luz visible las atraviese. Dado que las películas de recubrimiento delgadas son frágiles, y pueden dañarse al ser expuestas al aire y al vapor, por lo general los fabricantes utilizan vidrios compuestos de varias placas, entre las que intercalan las películas delgadas. Algunos tipos de films de recubrimiento de vidrios pueden ser aplicados "in situ" en la casa, estos tipos de films poseen una duración media de unos 10 a 15 años.

## Construcción

### Techos y áticos
La radiación solar incide sobre el techo, calentando las tejas, y luego por conducción el material aislante y estructural que forma el techo, lo cual da lugar a que la parte inferior del techo y sus estructuras irradie calor hacia abajo a través del ático hasta el piso del ático. Cuando se coloca una barrera radiante entre el material del techo y la aislación del piso del ático, gran parte del calor radiado por el techo caliente es reflejado nuevamente hacia el techo y a causa de la baja emisividad de la parte inferior de la barrera radiante un porcentaje pequeño del calor es finalmente emitido hacia abajo. De esta manera la parte superior del material aislante se encuentra más fría que lo que lo estaría si no hubiera una barrera radiante y por lo tanto reduce la cantidad de calor que se transmite a través del material aislante hacia los cuartos ubicados debajo del cieloraso.